# 2 days トゥー・デイズ
『2 days トゥー・デイズ』（原題：2 Days in the Valley）は、1996年のアメリカ映画。

## 概要
ロサンゼルスで起きた殺人事件をきっかけに、それに関わる殺し屋・刑事・被害者達の二日間を描いた群像劇。
基本的にはシリアスなストーリー展開なのだが、コミカルな要素も多く含まれている。
本作で本格的に映画デビューしたシャーリーズ・セロンは、大胆なヌードとラブシーンを披露しており、これがきっかけで一躍名前が知られるようになった。

## あらすじ
スキー選手のベッキーは、訪ねてきた浮気性の元夫・ロイと就寝中に、忍び込んだ殺し屋のリーと手伝いの元殺し屋ダズモによってロイが射殺される。ベッキーが夫の愛人のヘルガと裏で仕組んだ保険金目当ての契約殺人なのだが、ヘルガはリーと組んでいて後に保険金を奪う算段だった。
殺しの後、ダズモはリーにいきなり銃で撃たれ車ごと爆破されるが、防弾チョッキのお陰で命拾いして脱出し、近くの美術商アランの邸宅に転がり込む。
アランは腎臓結石に苦しんでいて、アランの異母姉である女性秘書のスーザンは看護師のオードリーを呼ぶが、そこにダズモが現れる。
やってきたオードリーは、墓地で出会った映画監督のテディを伴っていて、テディは今や落ち目で金もなく、絶望して母の墓前で拳銃自殺しようとしていたところを彼女に拾われたのだった。ダズモはアランを除く３人を人質にして逃走することにする。
一方、目覚めたベッキーは隣のロイの死体を見て慌てて外に飛び出し、出くわした警察官のアルヴィンとウェスに助けを求めた。二人は売春捜査課の所属だが、若いウェスは殺人課刑事に憧れている。
殺人課での事情聴取を終え警察を出たベッキーはヘルガに会う。殺しの金を要求されるが、予想外の時と場所で実行されたため、金は家の金庫にあり刑事がいるはずだと言う。リーが一人でベッキー宅に向かったがその後、ベッキーとヘルガが仲間割れして、ヘルガが撃たれベッキーは逃走する。
ベッキー宅に向かったリーは警官を殺害し金を手に入れるが、そこに事件に興味津々のウェスがやってくる。リーは咄嗟に警官を装うがそこへ瀕死のヘルガが現れ、リーは二人とも始末しようとして、逃げ出したヘルガは通りかかったダズモらの車に救われる。ヘルガを見守るテディとオードリーを残して、ダズモはスーザンと共にベッキー宅に向かう。
ベッキー宅ではダズモとリーの銃撃戦になり、リーはウェスを盾にして応戦し、ウェスを助けようと抱きかかえたダズモにリーが銃を向けた瞬間、追いかけてきたテディの銃がリーを倒しダズモは命を救われる。
リーが持っていた金はウェスの気遣いでダズモに渡され、ダズモはスーザンと共に、テディはオードリーと共に新たな人生を踏み出そうとしている。

## キャスト
| 役名                     | 俳優                       | 日本語吹替 |
| ------------------------ | -------------------------- | ---------- |
| ダズモ・ピッツォ         | ダニー・アイエロ           | 堀之紀     |
| アラン・ホッパー         | グレッグ・クラットウェル   | 神谷浩史   |
| アルヴィン・ストレイヤー | ジェフ・ダニエルズ         | 林延年     |
| ベッキー・フォックス     | テリー・ハッチャー         | 冬馬由美   |
| スーザン・パリッシュ     | グレン・ヘドリー           | 大本眞基子 |
| ロイ・フォックス         | ピーター・ホートン         | 風間信彦   |
| オードリー・ホッパー     | マーシャ・メイソン         | 上村典子   |
| テディ・ペッパーズ       | ポール・マザースキー       | 田中和実   |
| リー・ウッズ             | ジェームズ・スペイダー     | 中井和哉   |
| ウェス・タイロール       | エリック・ストルツ         | 石川英郎   |
| ヘルガ・スヴェルゲン     | シャーリーズ・セロン       | 溝上真紀子 |
| クレイグトン             | キース・キャラダイン       |            |
| イヴリン                 | ルイーズ・フレッチャー     |            |
| ラルフ・クルピ           | オースティン・ペンドルトン |            |
| ミドリ                   | キャスリーン・ルオン       |            |

## スタッフ
- 監督・脚本：ジョン・ハーツフェルド
- 製作：ジェフ・ウォルド、ハーブ・ナナス
- 製作総指揮：トニー・アマテューロ
- 撮影：オリヴァー・ウッド
- 音楽：アンソニー・マリネリ